# Hans-Heinrich Fußer
Hans-Heinrich Fußer (* 30. September 1942 in Neustadt an der Weinstraße) ist ein deutscher Maler und Grafiker.

## Leben
Fußer studierte an der Kunstakademie Düsseldorf bei Erwin Heerich und an der Akademie der bildenden Künste München Malerei und Grafik bei Hermann Kaspar. Im Jahr 1979 erhielt er die Berufung an die Fachhochschule Mainz, wo er bis 2008 als Professor für Zeichnen, Druckgrafik und Freies Gestalten im Fachbereich Gestaltung lehrte und die druckgrafischen Werkstätten betreute. 1993 gründete er ein Atelier für künstlerische Gestaltung in Rhodt unter Rietburg, wo er bis 2016 jährliche Sommerseminare für Malerei und Grafik abhielt.
Hans-Heinrich Fußer ist Mitglied in der Arbeitsgemeinschaft Pfälzer Künstler (apk). Seine Werke sind im öffentlichen Besitz, u. a. Ministerium für Bildung, Wissenschaft, Jugend und Kultur des Landes Rheinland-Pfalz sowie in Privatbesitz.
Sein Atelier befindet sich in Hambach an der Weinstraße.

## Ausstellungen
- 2005 Herrenhof, Mußbach[3]
- 2008 Villa Streccius, Landau[4]
- 2015 Villa Streccius, Landau[5][6]
- 2019 Kunstverein Speyer, Kulturhof Flachsgasse[7]
- 2020 Museum Pachen, Rockenhausen[8]
- 2021/2022 Kunsthaus Frankenthal[9]
- 2022 mpk Museum Pfalzgalerie, Kaiserslautern[10]
- 2022/3 Kunstverein Speyer[11]
- 2024 Kunsthaus Frankenthal[12]